# Feel Me
«Feel Me» (с англ. — «Чувствуй меня») — промо-сингл американской певицы Селены Гомес с делюксового и винилового издания её третьего студийного альбома Rare (2020). Трек был выпущен одновременно с датой выхода альбома на виниле. Впервые песня была исполнена Селеной в 2016 году, в рамках её Revival Tour и изначально не планировалась к выпуску. Однако из-за популярности песни и высокого спроса со стороны фанатов, дата выхода песни была объявлена в феврале 2020 года. Трек был официально выпущен 21 февраля 2020 года через потоковые сервисы и цифровые копии.
Песня транслировалась по Radio Disney но добились наибольшего успеха только в Польше, возглавив чарт. В музыкальном плане это танцевальный трек с элементами эмбиент-хауса.

## Предыстория и релиз
Селена Гомес анонсировала три фрагмента песни в своём профиле Snapchat, а выпуск сингла изначально был запланирован на 2016 год. Певица исполняла эту песню вживую в определенные дни во время тура Revival Tour, начиная с первого выступления в Лас-Вегасе 6 мая 2016 года.
В декабре 2019 года было объявлено, что «Feel Me» будет включена в виниловую версию её третьего сольного студийного альбома Rare, выпущенного 21 февраля 2020 года. В тот же день песня также стала доступна в виде цифрового сингла.

## Описание
Песня, написанная певицей совместно с Лизой Шинтой, Филом Шауи, Джонатаном Миллсом, Куртисом Маккензи, Аммаром Маликом, Джейкобом Кашером и Россом Голаном. Композиция вошла в виниловую, Delux и цифровую версии альбома Rare.

## Список композиций
| №                   | Название            | Автор(ы)                                                                                                | Длительность |
| ------------------- | ------------------- | --- | ------------ |
| 1.                  | «Feel Me»           | Селена Гомес, Джейкоб Кашер, Аммар Малик, Росс Голан, Фил Шауи, Лиза Шинта, Куртис Маккензи, Джон Миллс | 3:47         |
| Общая длительность: | Общая длительность: | Общая длительность:                                                                                     | 3:47         |

## Участники записи
Информация взята из Tidal. 
- Селена Гомес — вокал, бэк-вокал, автор песни
- Фил Февер — продюсер, автор песни, вокальный продюсер, программист, бэк-вокал, бас-гитара, клавишные
- Джон Миллс — продюсер, автор песни
- Куртис Маккензи — продюсер, автор песни
- Аммар Малик — автор песни, бэк-вокал
- Росс Голан — автор песни, бэк-вокал
- Лиза Шинта — автор песни, бэк-вокал
- Джейкоб Кашер — автор песни
- Тони Мазерати — микшер
- Наджиб Джонс — помощник микшера
- Крис Герингер — мастеринг-инженер
- Уилл Куиннелл — мастеринг-инженер

## Чарты

### Еженедельные чарты
| Чарт (2020)                        | Высшая позиция |
| ---------------------------------- | -------------- |
| Австралия (ARIA)                   | 58             |
| Австрия (Ö3 Austria Top 40)        | 49             |
| Канада (Canadian Hot 100)          | 56             |
| Чехия (Singles Digitál Top 100)    | 44             |
| Эстония (Eesti Tipp-40)            | 35             |
| Франция (SNEP)                     | 175            |
| Германия (Official German Charts)  | 63             |
| Греция (IFPI)                      | 51             |
| Венгрия (Stream Top 40)            | 24             |
| Ирландия (IRMA)                    | 42             |
| Литва (AGATA)                      | 28             |
| Нидерланды (Single Top 100)        | 90             |
| Новая Зеландия Hot Singles (RMNZ)  | 2              |
| Норвегия (VG-lista)                | 32             |
| Польша (Polish Airplay Top 100)    | 1              |
| Португалия (AFP)                   | 78             |
| Шотландия (OCC)                    | 43             |
| Словакия (Singles Digitál Top 100) | 34             |
| Швеция (Sverigetopplistan)         | 71             |
| Швейцария (Schweizer Hitparade)    | 39             |
| Великобритания UK Singles (OCC)    | 89             |
| США Billboard Hot 100              | 98             |
| США Rolling Stone Top 100          | 76             |

### Годовые чарты
| Чарт (2020)   | Высшая позиция |
| ------------- | -------------- |
| Польша (ZPAV) | 25             |

## История релиза
| Регион | Дата            | Формат                     | Лейбл      | Ист.   |
| ------ | --------------- | -------------------------- | ---------- | ------ |
| Мир    | 21 февраля 2020 | Цифровая загрузка Стриминг | Interscope | [ 12 ] |

## Сертификации
| Регион                                                                      | Сертификация | Продажи |
| --------------------------------------------------------------------------- | ------------ | ------- |
| Норвегия (IFPI Norway)                                                      | Золотой      | 30 000  |
| Польша (ZPAV)                                                               | Золотой      | 10 000  |
| Данные о продажах + прослушиваниях приведены только на основе сертификации. |              |         |